# 26425 Linchichieh
26425 Linchichieh è un asteroide della fascia principale. Scoperto nel 1999, presenta un'orbita caratterizzata da un semiasse maggiore pari a 2,2967740 UA e da un'eccentricità di 0,0659901, inclinata di 4,68827° rispetto all'eclittica.